# Срђан Калембер
Срђан Келембер (Сарајево, 5. јун 1928 — Београд, 2. фебруар 2016) био је југословенски и српски кошаркаш. Један је од оснивача спортског друштва Црвена звезда као и његове кошаркашке секције. Са 9 освојених националних титула рекордер је Црвене звезде.

## Биографија
Рођен је од оца Јована Калембера пуковника авијације Југословенске војске, и мајке Јулије (1899—1999) чији је стриц био Душан Симовић. Спортом је почео да се бави још као дечак када је 1938. године на трци на 60 метара освојио друго место. Касније се присећао да је том приликом добио пољубац од принцезе Јелисавете Карађорђевић. Током Другог светског рата играо је фудбал за БАСК, али се бавио и осталим спортовима.

## Каријера

### Црвена звезда
По завршетку рата желео је да се и даље бави фудбалом али га је Слободан Ћосић наговорио да игра кошарку где је мања конкуренција. Био је један од присутних на чувеном састанку у Делиградској улици када се формирало Спортско друштво Црвена звезда. Иако је у почетку био у другом плану, убрзо је добио статус стандардног првотимца Црвене звезде. Од 1946. до 1954. године наступао је Црвену звезду са којом је освојио 9 националних титула. Укупно је за Звезду одиграо 108 утакмица и постигао 734 поена. Остао је запамћен као изванредно крило које је сигурно погађао из угла.
Након Црвене звезде играо је у француској за екипу Нанта. Касније се посветио тренерском послу и радио је низ година у Француској. У Француску је отишао 1958. и са краћим прекидима тамо је био до 1989. године. Једно време је био тренер и мушке и женске екипе Југопластике из Сплита као и Слоге из Краљева.

### Репрезентација
За репрезентацију је играо 47 пута. Наступао је на Европском првенству у Прагу 1947. и у Москви 1953. године. Такође, био је део репрезентације која је играла на Светском првенству у Буенос Ајресу 1950. године.

## Породичне прилике
Оженио се 1971. године са кошаркашицом Наташом Бебић, а добили су ћерку Ољу 1973. године.
Преминуо је 2. фебруара 2016. године.